# Тутси (фильм)
«Ту́тси» (англ. Tootsie; в советском прокате — «Тутси (Милашка)») — американская комедийная драма Сидни Поллака с Дастином Хоффманом в главной роли. В числе прочих, в картине снялись сам режиссёр, Билл Мюррей и Энди Уорхол (в эпизодическом камео). Роль актрисы Джины Дэвис стала дебютной в её карьере. Фильм получил финансовый успех и признание критиков, став вторым самым кассовым фильмом 1982 года (уступив «Инопланетянину»). Дастин Хоффман был удостоен премий «Золотой глобус» и BAFTA за лучшую мужскую роль, а Джессика Лэнг стала единственной обладательницей «Оскара» за этот фильм, в категории «Лучшая женская роль второго плана» при 10 номинациях, а кроме того была удостоена «Золотого глобуса».
В 1998 году фильм внесён в Национальный реестр фильмов, обладая «культурным, историческим или эстетическим значением».
По версии Американского института кино, картина занимает 62 и 69 места в списке 100 фильмов за 1998 и 2007 годы и 2-е место в 100 комедий.

## Сюжет
Из-за своего неуживчивого характера актёр-перфекционист Майкл Дорси (Дастин Хоффман) уже двадцать лет нигде не может найти работу. Он сводит концы с концами, преподавая актёрское мастерство и работая официантом в ресторане, как и его друг и сосед по квартире — драматург Джефф Слейтер (Билл Мюррей). Последний намеревается поставить свою пьесу «Возвращение на Лав-Канал», но на постановку нет денег.
На курсах актёрского мастерства занятия Майкла посещает его знакомая Сэнди Лестер (Тери Гарр). Она пытается получить роль Эмили Кимберли, администратора больницы в популярной мыльной опере «Больница Юго-запада» (аллюзия на телесериал «Главный госпиталь»), но ей отказывают, даже не прослушав, из-за неподходящего типажа.
Майкл обращается к своему агенту Джорджу Филдсу (Сидни Поллак) с претензией, что тот взял другого актёра на роль в бродвейской пьесе, обещанную Майклу, но тот не хочет связываться со скандальным актёром. Тогда Майкл решает попробовать сам получить роль мисс Кимберли в сериале и, загримировавшись женщиной (под именем Дороти Майклс), приходит на пробы. Как и Сэнди, новоявленная Дороти сталкивается с пренебрежением режиссёра сериала, Рона Карлайла (Дэбни Коулмен), из-за того, что ему не понравился типаж кандидатки, но Майкл проявляет неожиданную настойчивость, находчивость и проходит пробы, получив одобрение продюсера Риты Маршалл (Дорис Белак). С Дороти Майклс подписывают контракт, и Майкл получает аванс. Теперь у него есть 8000 долларов, необходимые для постановки пьесы Джеффа.
Но честно сказать Сэнди, откуда у него появились деньги, Майкл не может и врёт, что совершенно случайно унаследовал ровно ту сумму, которая необходима для постановки пьесы. Чтобы отметить «счастливое» событие, он приходит к ней в гости. Пока она принимает душ, Майкл решает примерить её платье. Сэнди, некстати вышедшая из душевой, застаёт Майкла раздетым, и тому ничего не остаётся делать, кроме как притвориться влюблённым и уложить девушку в постель. Майклу приходится скрывать не только от съёмочной группы сериала, что он — мужчина, но и от Сэнди, что он — та самая «актриса», которую взяли в сериал вместо неё.
В первый съёмочный день по сценарию Дороти должен поцеловать Джон ван Хорн (Джордж Гейнс), играющий роль доктора Брюстера и получивший прозвище «Язык» за постоянные поцелуи в сценарии, однако в последний момент Майкл импровизирует и бьёт того по голове папкой. Пожилому ловеласу понравилась работа его коллеги, и он всё же целует Майкла вне камер.
Майкл играет Эмили как феминистку, но при этом скромную и интеллигентную женщину, что удивляет других актёров и команду, так как эта трактовка роли отличается от сценарной. Однако Эмили-Дороти-Майкл очень нравится зрителям. Своеобразное прочтение роли приводит к стремительному росту рейтинга сериала, и Дороти становится невероятно популярной.
Несмотря на вынужденный роман с Сэнди, в процессе работы на съёмочной площадке Майкл влюбляется в симпатичную актрису Джули Николс (Джессика Лэнг), мать-одиночку и любовницу режиссёра Карлайла, который изменяет ей с каждой смазливой актрисой. Джули приглашает «подругу» в гости на ужин, где рассказывает об отношениях с Роном и делится своей мечтой о счастливом браке с человеком, который найдёт для неё правильные слова.
Через некоторое время на актёрской вечеринке Майкл подходит к Джули и пытается «познакомиться» с ней как мужчина, произнося ровно те слова, которые Джули по секрету рассказала Дороти, но она выплёскивает шампанское ему в лицо. Не имея возможности рассказать о себе правду, актёр должен довольствоваться ролью близкой подруги Джули. Всё осложняется, когда в Дороти влюбляется отец девушки — вдовец Лесли «Лес» Николс, ферму которого посещают подруги. Кроме того, создатели сериала продлевают контракт с Дороти на год.
Под влиянием решительной Дороти Джули порывает с ветреным Роном во время свидания, пока «подруга» присматривает за её малолетней дочерью Эми. Однако странное поведение «подруги», попытавшейся поцеловать её, побуждает Джули подумать, что Дороти — лесбиянка, и не дать той во всём признаться. Положение осложняется ещё и тем, что Лес на свидании в ресторане делает Дороти предложение.
После этого Дороти приходится пригласить влюблённого в неё Джона ван Хорна, начавшего петь под окнами, к себе домой. Этот ухажёр пытается изнасиловать «актрису», а за этим занятием их застаёт вернувшийся Джефф.
Ситуация окончательно выходит из-под контроля, когда в дверь неожиданно стучится Сэнди. Майкл спешно принимает душ. После этого Сэнди спрашивает, почему он не отвечал на звонки, и случайно читает записку от отца Джули, прилагающуюся к коробке конфет, которые Майкл якобы купил для неё. Тому приходится признаться, что он любит другую женщину. Услышав это, Сэнди истошно кричит и разрывает с Майклом отношения, забирая с собой конфеты.
После истории с поцелуем и неудачным сватовством отца Джули прекращает дружбу с Дороти. В отчаянии Майкл, уставший от лжи, решает покончить с двойной жизнью. Из-за случайного уничтожения уже отснятого материала команда вынуждена играть в прямом эфире сцену из текущей серии.
Дороти Майклс в роли Эмили отходит от сценарного текста и неожиданно начинает рассказывать другим персонажам запутанную историю своей семьи — и признаётся, что она не Эмили Кимберли, а «на самом деле» её брат-близнец Эдвард Кимберли, занявший место «умершей» сестры, чтобы доказать возможности женщины в профессии. Во время этой транслируемой речи Дороти на глазах телезрителей стирает грим, снимает парик и предстаёт перед оторопевшей съёмочной группой и зрителями в образе Майкла Дорси. Все присутствующие в павильоне ошарашены настолько, что некоторые падают в обморок, а возмущённая обманом Джули ударяет Майкла в живот и уходит с площадки.
Приближается премьера пьесы Джеффа «Возвращение на Лав-Канал» с Майклом и Сэнди в главных ролях. В баре главный герой возвращает отцу Джули обручальное кольцо с бриллиантами; тот признаётся, что они неплохо провели время. Дабы хоть как-то загладить вину, Майкл покупает Лесли пива.
Майкл ждёт Джули возле студии. Она не хочет с ним разговаривать, но Дорси говорит, что они с её отцом сыграли в бильярд и помирились. Наконец Джули признаётся, что скучает по Дороти. Майкл отвечает, что Дороти рядом с ней, и он (она) тоже скучает — по Джули. Герой предлагает девушке возобновить отношения, но уже в другом качестве. Джули прощает его, и они уходят вместе, разговаривая о жёлтом костюме Дороти, понравившемся Джули.

## Актёрский состав
| Действующее лицо                                            | Исполнитель    | Советский дубляж (1983) |
| ----------------------------------------------------------- | -------------- | ----------------------- |
| Майкл Дорси / Дороти Майклс                                 | Дастин Хоффман | Станислав Захаров       |
| Джули Николс (медсестра в сериале «Больница „Юго-запад“»)   | Джессика Лэнг  | Ольга Гаспарова         |
| Сэнди Лестер (подруга Майкла)                               | Тери Гарр      | Марина Дюжева           |
| Рон Карлайл (режиссёр сериала и любовник Джули)             | Дэбни Коулмен  | Александр Белявский     |
| Лес Николс (отец Джули)                                     | Чарльз Дёрнинг | Юрий Саранцев           |
| Джефф Слейтер (драматург и друг Майкла)                     | Билл Мюррей    | Владимир Козелков       |
| Джордж Филдс (агент Майкла)                                 | Сидни Поллак   | Феликс Яворский         |
| Джон вэн Хорн (исполнитель роли доктора Брюстера в сериале) | Джордж Гейнс   | Владимир Дружников      |
| Эйприл Пейдж (вторая медсестра в сериале, рентгенолог)      | Джина Дэвис    | Людмила Карауш          |
| Рита Маршалл (продюсер сериала)                             | Дорис Белак    | Нина Агапова            |
| Павел, официант в русской чайной                            | Пол Гускин     |                         |

## Создание
Рабочим названием фильма являлось «Стал бы я лгать тебе?» («Would I Lie To You?»). Окончательный вариант предложил Дастин Хоффман: Тутси — это детское прозвище Дастина Хоффмана, которым его называла мама. Взаимоотношения героев Дастина Хоффмана и Сидни Поллака в фильме во многом аналогичны тем, которые наблюдались между ними на съёмочной площадке: режиссёр и актёр спорили друг с другом по самым различным поводам. После продолжительных дискуссий многие предложения Хоффмана были приняты: Поллак сыграл агента Майкла Дорси, а в роли его друга снялся Билл Мюррей. Сценарий неоднократно переделывался, и очень много из того, что появилось на экране, являлось настоящей импровизацией актёров (например, роль Билла Мюррея).
Изначально «Дороти Майклс» разговаривала без акцента, но в процессе репетиций Хоффман обнаружил, что его персонаж лучше попадает в диапазон женского голоса, используя произношение, присущее южанам. Сидни Поллак занимался не только режиссурой фильма, но и продюсированием.
В квартире Майкла Дорси висит множество постеров, в том числе и с изображением Сэмюэла Беккета и Лоренса Оливье в фильме «Комедиант» (1960), а также знаменитый Гадсденовский флаг. В самой первой сцене, в которой Майкл пытается переодеться в Дороти, слева от будильника стоит портрет матери Дастина Хоффмана. Сцена, в которой героиня Джессики Лэнг тянется к телефону и вместо него берёт кукурузный початок, возникла по чистой случайности, но режиссёр решил оставить её в фильме.
Часть сцен снята в известном ресторане «Русская чайная», расположенном в Манхэттене и имеющем традиционный русский интерьер.

## Награды и номинации
Награды
- 1983 — 3 премии «Золотой глобус»:
  - Лучший фильм (комедия или мюзикл)
  - Лучшая мужская роль (комедия или мюзикл) (Дастин Хоффман)
  - Лучшая женская роль второго плана (Джессика Лэнг)
- 1983 — премия «Оскар» за «Лучшую женскую роль второго плана» (Джессика Лэнг)
- 1983 — премия «Бодил» за лучший неевропейский фильм
- 1984 — 2 премии BAFTA:
  - Лучшая мужская роль (Дастин Хоффман) (совместно с Майклом Кейном («Воспитание Риты»))
  - Лучший грим (Дороти Перл, Джордж Мастерс, Романия Форд, Аллен Вайзингер)

Номинации
- 1983 — «Золотой глобус»
  - Лучший режиссёр (Сидни Поллак)
  - Лучший сценарий (Ларри Гелбарт)
- 1983 — «Оскар»
  - Лучший фильм (Сидни Поллак, Дик Ричардс)
  - Лучший режиссёр (Сидни Поллак)
  - Лучшая мужская роль (Дастин Хоффман)
  - Лучшая женская роль второго плана (Тери Гарр)
  - Лучший оригинальный сценарий (Ларри Гелбарт, Мюррей Шисгал, Дон МакГуайр)
  - Лучшая песня к фильму («It Might Be You» (музыка: Дэйв Грузин, слова: Алан Бергман, Мэрилин Бергман))
  - Лучшая операторская работа (Оуэн Ройзман)
  - Лучший монтаж (Фредерик Стайнкамп, Уильям Стайнкамп)
  - Лучший звук (Артур Пиантадоси, Лес Фрешольц, Дик Александр, Лес Лазаровиц)
- 1984 — BAFTA
  - Лучший фильм (Сидни Поллак, Дик Ричардс)
  - Лучший режиссёр (Сидни Поллак)
  - Лучшая женская роль (Джессика Лэнг)
  - Лучшая женская роль второго плана (Тери Гарр)
  - Лучший адаптированный сценарий (Ларри Гелбарт, Мюррей Шисгал)
  - Лучшая песня к фильму (Дэйв Грузин, Алан Бергман, Мэрилин Бергман)
  - Лучший дизайн костюмов (Рут Морли)
- 1984 — «Сезар» в номинации Лучший фильм на иностранном языке

В 2015 году американское издание Time Out New York провело опрос на звание лучшего фильма всех времён, согласно которому «Тутси» заняла первое место.

### на английском языке
- Dworkin, Susan (1983). Making Tootsie: A Film Study with Dustin Hoffman and Sydney Pollack. Newmarket Pr., 120 pages, ill. ISBN 978-0-9378-5819-6
- Meyer, Janet L. (2008). Sydney Pollack: A Critical Filmography. McFarland & Company, 248 pages. ISBN 978-0-7864-3752-8